# Крекінг-установки у Ланьчжоу
Крекінг-установки у Ланьчжоу — складові частини нафтопереробного та нафтохімічного майданчику компанії PetroChina (належить державній China National Petroleum Corporation), розташованого на півночі країни в провінції Ганьсу.
У 1939-му в районі Юмень відкрили поклади нафти, розробка яких почалась за два роки. З отриманням в 1950-х нових даних про розміри запасів у Ганьсу виник один з центрів нафтодобувної промисловості країни, що супроводжувалось запуском у 1959-му першого потужного нафтопереробного заводу Китаю. Одним зі створених тут згодом виробництв стала належна Lanzhou Petrochemical (дочірня компанія PetroChina) установка парового крекінгу, котра піддавала піролізу важку нафту та газойль. Її потужність станом на 1990 рік становила 72 тисячі тонн етилену, у 2001-му — вже 160 тисяч тонн, а за три роки зросла до 240 тисяч тонн. Продуковані установкою олефіни використовувались для виробництва 60 тисяч тонн лінійного поліетилену низької щільності, 170 тисяч тонн поліетилену високої щільності та 110 тисяч тонн поліпропілену (останній завод перебував у власності компанії Gansu Lan'gang Petrochemical).
У 2007-му на майданчику ввели в дію другу піролізну установку річною потужністю по етилену 460 тисяч тонн, яка розраховувалася на споживання газового бензину та важких залишків нафтопереробки. Пов'язані з нею похідні виробництва складались із заводу поліетилену низької щільності (200 тисяч тонн), лінійного поліетилену низької щільності/поліетилену високої щільності (300 тисяч тонн) та поліпропілену (так само 300 тисяч тонн).
Споживання важкої сировини також дозволяє продукувати 145 тисяч тонн бутадієну.